# リストーエル伯爵
リストーエル伯爵（英:Earl of Listowel）は、イギリスの伯爵、貴族。アイルランド貴族爵位。
初代エニスモア子爵ウィリアム・ヘアが1822年に叙されたことに始まって以来、ヘア家が保持する。 
分家にブレイクナム子爵家がある。

## 歴史
一族の祖ウィリアム・ヘア(1751－1837)はコーク・シティ及びエシー選挙区選出の庶民院議員を務めたのち、1800年にケリー県エニスモアのエニスモア男爵(Baron Ennismore, of Ennismore in the County of Kerry)に叙せられた。ついで1816年にエニスモア＝リストーエル子爵(Viscount Ennismore and Listowel)に昇叙したうえに、1822年にはリストーエル伯爵(Earl of Listowel)に叙せられるに至った。これら一連の爵位はすべてアイルランド貴族爵位である。
初代伯は息子リチャード(1773－1827)に先立たれていたため、孫のウィリアムが1837年に爵位を継承した。
2代伯ウィリアム(1801-1856)は三度にわたって、侍従たる議員を務めた。
3代伯ウィリアム(1833-1924)はアイルランド総督を務めたほか、1869年に連合王国貴族爵位のコーク県コンヴァモアのヘア男爵(Baron Hare, of Convamore in the County of Cork)に叙されたため、以降の歴代当主は1999年の貴族院改革までは自動的に貴族院に籍を置くことができた。
その孫にあたる5代伯ウィリアム(1906-1997)は労働党の政治家として活動して、インド大臣や郵政長官といった顕職を歴任したほか、最後のガーナ総督を務めた。
その息子である6代伯フランシス(1964-)がリストーエル伯爵家現当主である。彼は1999年の貴族院法制定以降も、貴族院に籍を置く92人の世襲貴族の一人である。
爵位名はアイルランド島ケリー県リストールに因む。
かつての一族の邸宅には、同島コーク県バリフーリー近郊に位置したコンヴァモアハウス(Convamore House)。

一族と爵位にかかるモットーは『神を瀆すあらゆるものを嫌悪する(Obi Profanum)』。

## 現当主の保有爵位
現当主である第6代リストーエル伯爵フランシス・マイケル・ヘアは、以下の爵位を有する。
- 第6代リストーエル伯爵(6th Earl of Listowel)
(1822年2月5日の勅許状によるアイルランド貴族爵位)
- 第6代エニスモア＝リストーエル子爵(6th Viscount Ennismore and Listowel)
(1816年1月15日の勅許状によるアイルランド貴族爵位)
- 第6代ケリー県エニスモアのエニスモア男爵(6th Baron Ennismore, of Ennismore in the County of Kerry)
(1800年7月31日の勅許状によるアイルランド貴族爵位)
- 第4代コーク県コンヴァモアのヘア男爵(4th Baron Hare, of Convamore in the County of Cork)
(1869年12月8日の勅許状による連合王国貴族爵位)

## リストーエル伯爵（1822年）
- 初代リストーエル伯爵ウィリアム・ヘア（1751-1837）
- 第2代リストーエル伯爵ウィリアム・ヘア（英語版）（1801-1856）
- 第3代リストーエル伯爵ウィリアム・ヘア（英語版）（1833-1924）
- 第4代リストーエル伯爵リチャード・グランヴィル・ヘア（英語版）（1866–1931）
- 第5代リストーエル伯爵ウィリアム・フランシス・ヘア（英語版） （1906–1997）
- 第6代リストーエル伯爵フランシス・マイケル・ヘア（英語版） （1964－）

推定相続人は、現当主の弟である ティモシー・パトリック・ヘア（1966-）閣下。
また、現当主の従兄弟にあたる第3代ブレイクナム子爵キャスパー・ジョン・ヘアー（1972-）も潜在的な継承権者である。

## 系図
- 初代リストーエル伯爵ウィリアム・ヘア（英語版） (1751–1837)[7]
  - エニスモア子爵リチャード・ヘア (1773–1827)
    -  第2代リストーエル伯爵ウィリアム・ヘア（英語版） (1801–1856)
      -  第3代リストーエル伯爵ウィリアム・ヘア（英語版） (1833–1924)
        -  第4代リストーエル伯爵リチャード・グランヴィル・ヘア（英語版） (1866–1931)
          -  第5代リストーエル伯爵ウィリアム・フランシス・ヘア（英語版） (1906–1997)
            -  第6代リストーエル伯爵フランシス・マイケル・ヘア（英語版） (1964-) 1999年以降も貴族院在籍.
            - (1) ティモシー・パトリック・ヘア閣下 (1966-)

          -  初代ブレイクナム子爵ジョン・ヒュー・ヘア（英語版） (1911–1982)
            -  第2代ブレイクナム子爵マイケル・ジョン・ヘア（英語版） (1938–2018)
              - (2)  第3代ブレイクナム子爵キャスパー・ジョン・ヘア (1972-)
                - (3) イニゴ・ヘア閣下.

          - アラン・ヴィクター・ヘア (1919–1995)
            - (4) アラン・サイモン・マーキュリー・ヘア (1948-)

      - ヒュー・ヘンリー・ヘア閣下 (1839–1927)
        - パーシー・リチャード・ヘア (1870–1937)
          - ヒュー・パーシー・ヘア (1906-1989)

    - ロバート・ヘア閣下 (1808–1865)
      - ロバート・ディロン・ヘア (1842–1936)
        - ロバート・ウィリアム・ヘア (1872–1953)
          - ロバート・ジェラルド・ディロン・ヘア (1910–1997)
            - (5) アンソニー・ジェラルド・ヘア (1956-)